# Бойс, Кристофер Джон
Кри́стофер Джон Бойс (англ. Christopher John Boyce; род. 1953) — гражданин США, работавший на советскую разведку под псевдонимом «Сокол».
Передавал в 1970-х годах Советскому Союзу космические спутниковые секреты США.

## Биография
Родился 16 февраля 1953 года.
Сын начальника службы безопасности компании McDonnell Douglas, Бойс вместе со своим другом детства Эндрю Ли воспитывались в благополучных семьях недалеко от Лос-Анджелеса.
В 1974 году Бойс начал работать в компании TRW Inc. в Южной Калифорнии. Работу в этой компании ему помог получить его отец — офицер авиационно-космической безопасности.
Вместе с Эндрю Долтоном Ли (кличка «Снеговик») передавал через Мексику американские космические секреты Советскому Союзу.
Бойс был разоблачён после того, как Эндрю Ли 6 января 1977 года был арестован мексиканской полицией перед посольством СССР (по подозрению в убийстве полицейского). В ходе допроса Ли признался в шпионаже и выдал Бойса, который был арестован 16 января 1977 года в Риверсайде, Калифорния.
Кристофер Бойс был осуждён 14 мая 1977 года за шпионаж, приговорён к 40 годам лишения свободы и заключён в тюрьму в Сан-Диего. 10 июля 1979 года он был переведён в федеральную тюрьму в Ломпоке, Калифорния.
21 января 1980 года Бойс бежал из тюрьмы и после этого участвовал в 17 разбойных нападениях на банки в штатах Айдахо и Вашингтон. Скрываясь от закона под именем Энтони Эдварда Лестера, Бойс разрабатывал план перелёта в Советский Союз, где, по его мнению, он мог получить звание офицера Вооружённых Сил СССР. 21 августа 1981 года Бойс был арестован в Порт-Анджелесе, штат Вашингтон.
Кристофер Бойс был условно-досрочно освобождён из тюрьмы 16 сентября 2002 года, отсидев чуть больше 24 лет. В октябре 2002 года Бойс женился на Кэтлин Миллз. В июле 2008 года Бойс был освобождён от условно-досрочного срока и оказался полностью свободен. Эндрю Ли был освобождён в 1998 году.
В 2013 году он написал книгу The Falcon and The Snowman: American Sons («Сокол и Снеговик: американские сыновья»).

## Интересные факты
- В 1979 году писатель Роберт Линдси[2] написал роман «Сокол и Снеговик» про Бойса и Ли, который стал бестселлером[3].
- В 1985 году по роману Линдси в США был снят художественный фильм «Агенты Сокол и Снеговик», где Бойса сыграл Тимоти Хаттон, а его друга — Шон Пенн[4].